# Bitwa pod Ivry
Bitwa pod Ivry – starcie zbrojne, które miało miejsce 14 marca 1590 roku w trakcie wojen z hugenotami.
W starciu pod Ivry król Henryk IV rozpoczął bitwę atakiem jazdy. Katolicy odpowiedzieli równoczesnym frontalnym natarciem wykonanym przez trzy oddziały jazdy m.in. rajtarów, których atak zakończył się niepowodzeniem i śmiercią Erica von Brunswick. Drugi oddział jazdy złożony z konnych arkebuzerów utrzymał swoje pozycje, oddając salwę w kierunku wojsk króla. W chwilę potem, wojska królewskie wykonały kontratak, przedzierając się przez linię kopijników Charles’a de Mayenne. Doszło do trwającej 15 minut walki polegającej na wymianie strzałów z bliskiej odległości i ciosów mieczami. Na koniec królewski pułk najemnych rajtarów pod wodzą Dietricha von Schomberga natarł na konnych arkebuzerów, których rozbito. Bitwa zakończyła się klęską wojsk katolickich.